# Platypeza alternata
Platypeza alternata är en tvåvingeart som beskrevs av Kessel 1967. Platypeza alternata ingår i släktet Platypeza och familjen svampflugor. Inga underarter finns listade i Catalogue of Life.